# Brødrene Repstads Karosserifabrikk
Brødrene Repstads Karosserifabrikk A/S var en norsk tillverkare av busskarosserier. Företaget grundade 1925 som G.E. Repstad, "Smia på Lunde", av Gunnar och Edvard Repstad  i Lunde i dåvarande Søgne kommun i Vest-Agder fylke (sedan 2020 Kristiansands kommun, Agder fylke). Den första bussen byggdes 1925. I början på 1930-talet flyttade företaget till nya fabrikslokaler och företaget bytte namn till Brødrene Repstads Karosserifabrikk.
Brødrene Repstads Karosserifabrikk gjorde sammanlagt omkring 5.000 bussar fram till 1990, då det gick i konkurs. Det hade som mest uppemot 100 anställda.

## Bildgalleri

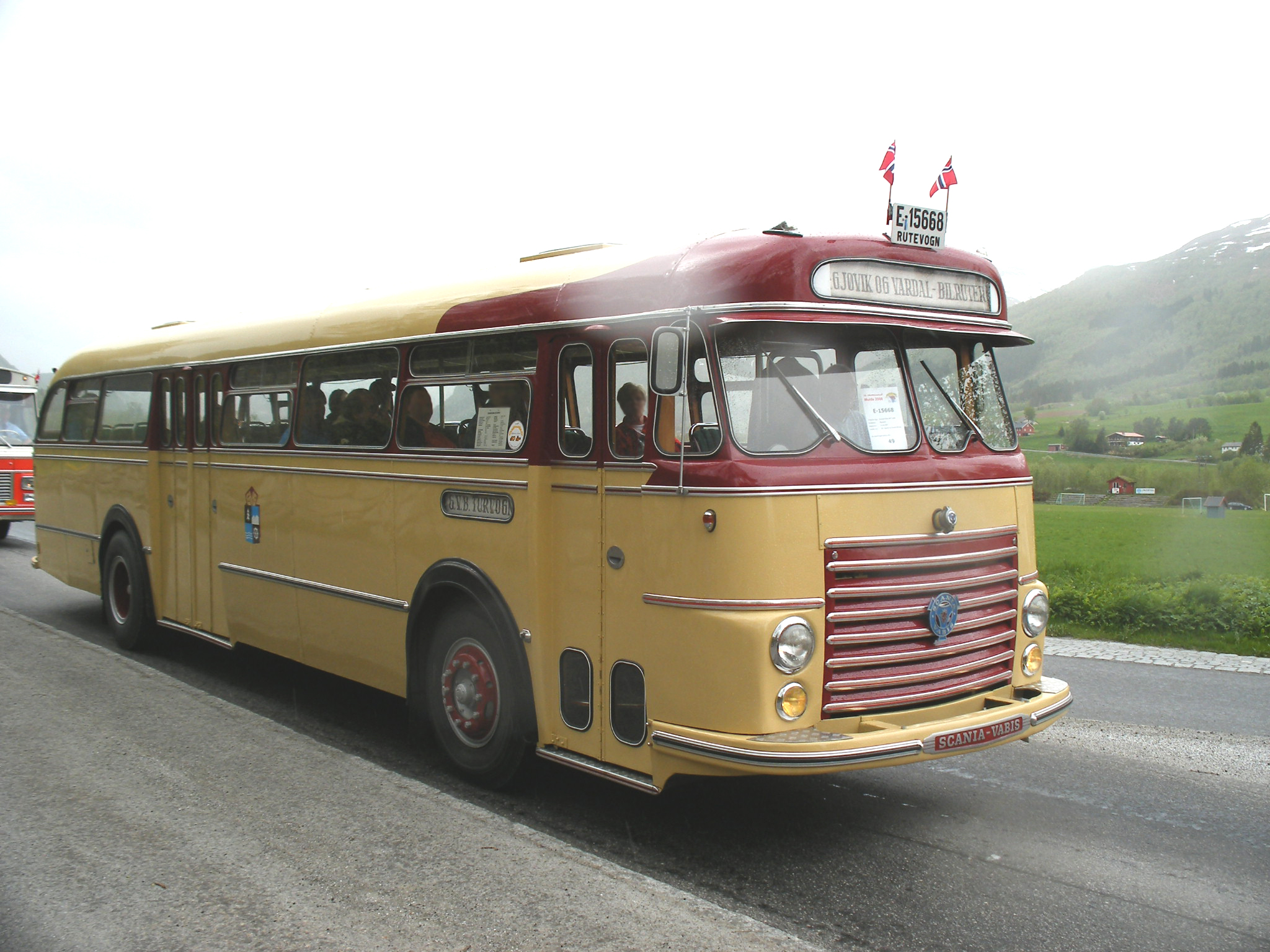
Scania-Vabis BF73 från sent 1950-tal, levererad till Gjøvik og Vardal Bilruter
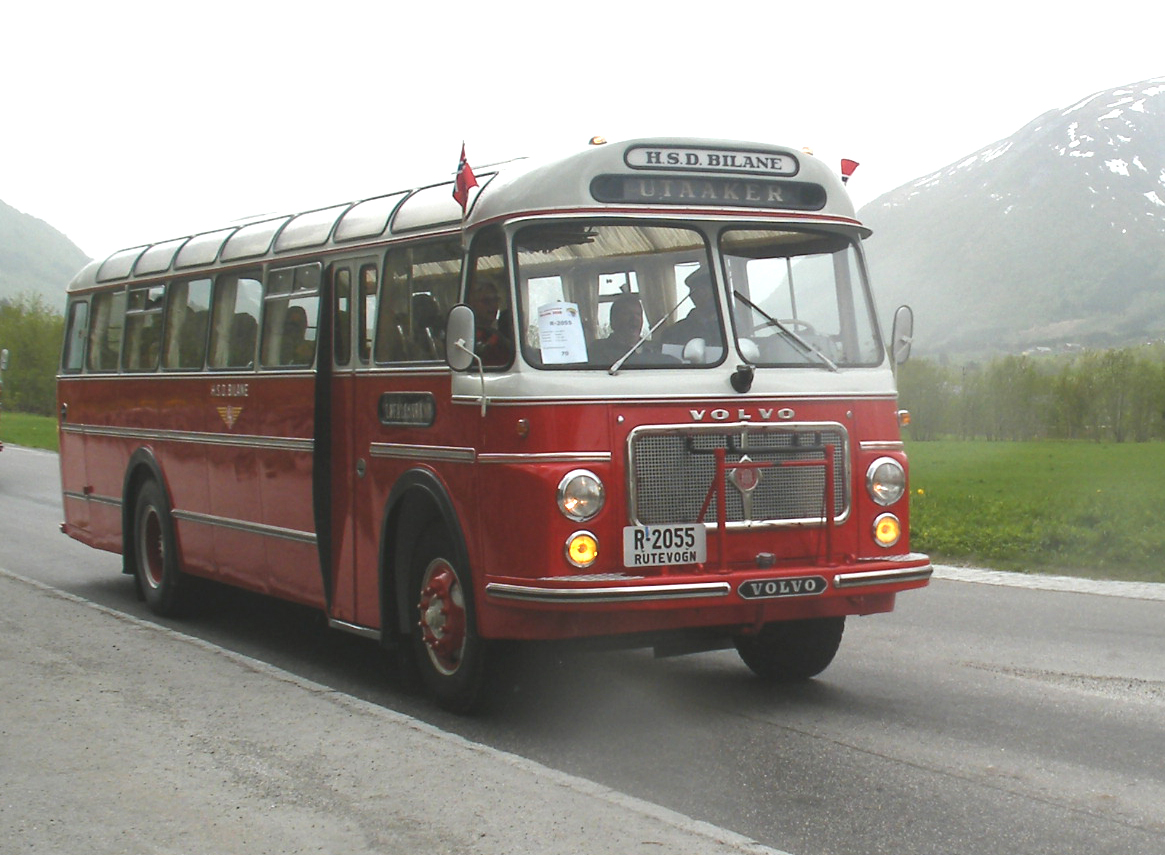
Volvo B615 från tidigt 1960-tal, levererad till Hardanger Sunnhordlandske Dampskipsselskap
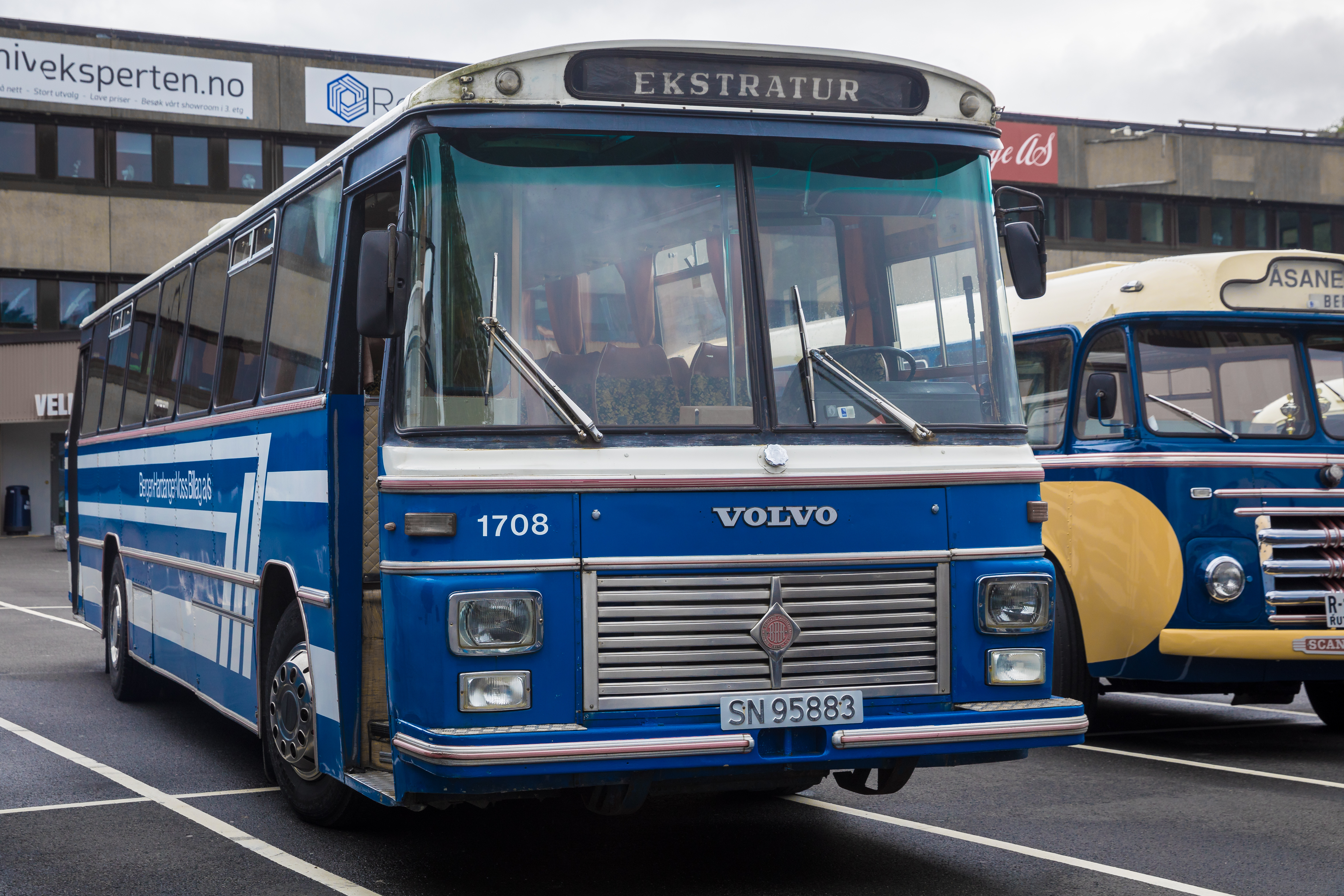
Volvo B58 från sent 1970-tal, levererad till Bergen-Hardanger Billag
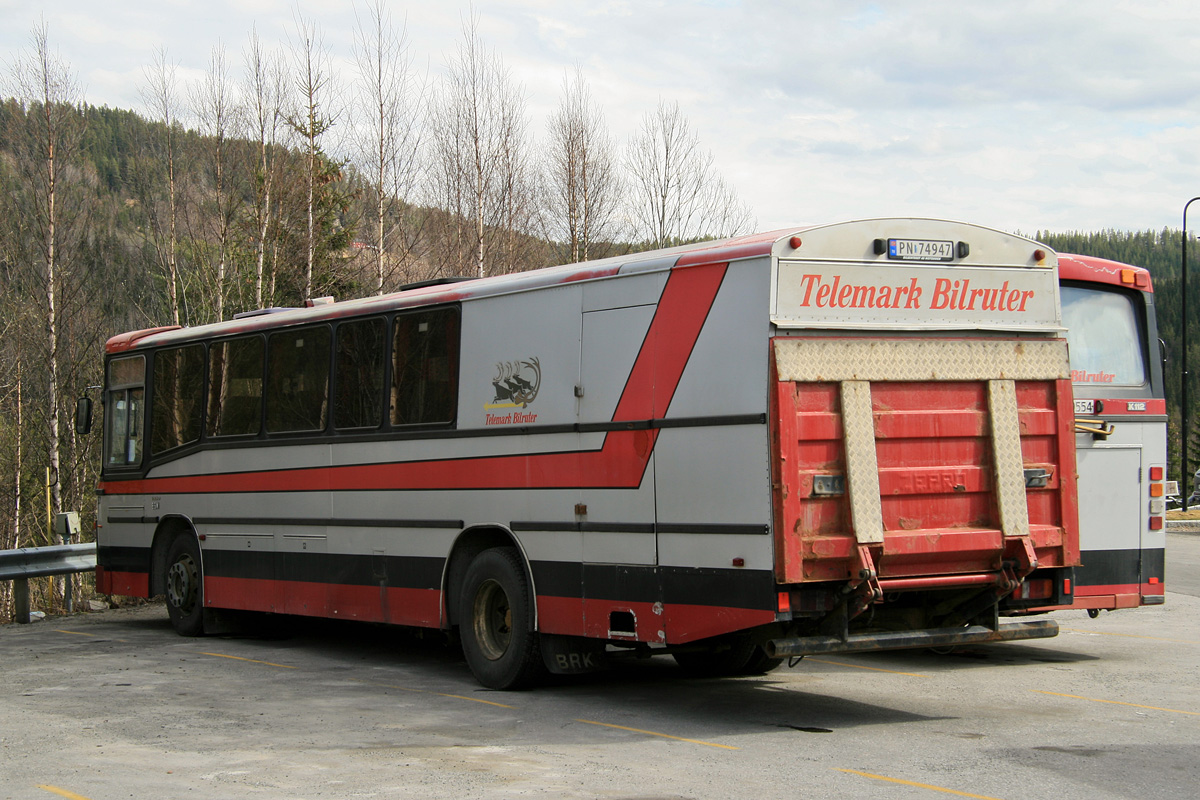
Volvo B9M godsbuss från 1986, levererad till Vest-Telemark Bilruter